# Сігеріх
Сігеріх (†415) — король вестготів (415), брат вестготського воєначальника Сара, який проголосив себе королем після убивства у Барселоні прихильником Сара Атаульфа. Належав до вестготської династії Амалі на противагу Атаульфу, який був представником династії Балті.
Едуард Гіббон у своїй History of the Decline and Fall of the Roman Empire стверджує, що першою дією Сігеріха було нелюдське убивство 6 дітей Атаульфа від його шлюбу з Галлією Плацидією. Сама Галлія також була піддана нелюдським стражданням, ідучи 12 миль у колоні бранців, яку вів Сігеріх. Саме жорстокість Сігеріха виявилась однією з причин його убивства родичем Атаульфа Валлією.